# Scott Hogan
Scott Andrew Hogan (ur. 13 kwietnia 1992 w Irlam) – irlandzki piłkarz występujący na pozycji napastnika w Aston Villi.

## Kariera klubowa

### Wczesna kariera
Hogan rozpoczął karierę jako student Uniwersytetu Salford grając w drużynie uniwersyteckiej. W 2009 dołączył do akademii wtedy czwartoligowego Rochdale. Został odrzucony po sezonie 2009/2010.

### Stockport Sports
Latem 2010 Hogan podpisał kontrakt ze Stockport Sports. Rozegrał tam 27 ligowych spotkań strzelając 21 bramek. W listopadzie odszedł z klubu, ale za miesiąc powrócił do Stockport na zasadzie wypożyczenia.

### Halifax Town
W listopadzie 2010 podpisał kontrakt z Halifax Town(w tym klubie grał również jego brat). Niedługo po tym został wypożycznoy do Stockport Sports.
W sierpniu 2011 Hogan dołączył do drużyny Mossley na zasadzie wypożyczenia. Rozegrał tam 4 mecze raz wpisując się na listę strzelców.

### Stocksbridge Park Steels
W grudniu 2011 roku został zawodnikiem Stocksbridge Park Steels. Szybko wywalczył sobie miejsce w składzie. Rozegrał w sumie 16 spotkań i strzelił 7 bramek.

### Ashton United
W październiku 2012 Hogan dołączył do Ashton United. Strzelił tam tylko 1 gola w 8 występach w barwach Ashton.

### Hyde United
9 marca 2013 roku Hogan podpisał kontrakt z Hyde United i zadebiutował w meczu z Gateshead wchodząc na plac gry w drugiej połowie. Sezon 2012/13 zakończył z 3 bramkami w 11 występach.

### Powrót do Rochdale
9 maja 2013 Hogan wrócił do Rochdale podpisując dwuletni kontrakt. Zadebiutował 3 sierpnia 2013 roku w wygranym 3-0 meczu z Hartlepool United. W tym meczu również strzelił swoją pierwszą bramkę w barwach Rochdale.

### Brentford
21 lipca 2014 roku Hogan został zakupiony przez Brentford.

### Aston Villa
31 stycznia 2017 roku ogłoszono transfer Hogana do Aston Villi. Podpisał czteroipółletni kontrakt z klubem z Birmingham. Hogan zadebiutował w meczu z Nottingham Forrest, który Aston Villa przegrała 1-2.